# Rohoźnica
Rohoźnica (biał. Рагозніца; ros. Рогозница) – dawna osada, obecnie część agromiasteczka Rohoźnica Wielka na Białorusi, w obwodzie grodzieńskim, w rejonie mostowskim, w sielsowiecie Piaski. Leży na północny wschód od centrum Rohoźnicy Wielkiej, za rzeką, wzdłuż ulicy Leśnej.
W dwudziestoleciu międzywojennym miejscowość leżała w Polsce, w województwie białostockim, w powiecie wołkowyskim, w gminie Krzemienica. 16 października 1933 utworzyła gromadę Rohoźnica os. w gminie Krzemienica (Rohoźnica Wielka i Rohoźnica Wielka utworzyły odrębne gromady).
Po II wojnie światowej weszła w struktury ZSRR.